# Kim Mai Guest
Kim Mai Guest est une actrice américaine, née le 5 août 1969 à Los Angeles en Californie.

## Filmographie

### Cinéma
- 1991 : Dove comincia la notte : Sybil
- 1996 : Black Jack : Mariko
- 1997 : Battle Athletes : l'annonceuse
- 1999 : Street Fighter
- 2000 : Mirror, Mirror IV: Reflection : Annika
- 2006 : Choose Your Own Adventure: The Abominable Snowman : la vieille femme
- 2007 : TMNT : Les Tortues Ninja : voix additionnelles
- 2007 : Chill Out, Scooby-Doo! : Minga
- 2007 : Holly Hobbie and Friends: Best Friends Forever : Devon
- 2008 : Metal Gear Solid: Digital Graphic Novel : Mei Ling
- 2011 : Dead Space: Aftermath : Lana
- 2016 : The Legend of Secret Pass : Qui Qui

### Télévision
- 1999 : Kacho-ohji : voix additionnelles
- 2000 : Gate Keepers : la professeur
- 2002 : Ghost in the Shell: Stand Alone Complex : l'infirmière
- 2002-2003 : .hack//SIGN : Subaru (26 épisodes)
- 2002-2004 : Rocket Power : Noelani et autres personnages (4 épisodes)
- 2003 : Les Razmoket (1 épisode)
- 2003 : Geneshaft : Fumi
- 2003-2006 : La Ligue des justiciers : Katma Tui, Linda Park et Earleen (4 épisodes)
- 2005 : Razbitume ! : Seymour et Joni (1 épisode)
- 2005-2006 : Nom de code : Kids Next Door : une chinoise (2 épisodes)
- 2006 : Hi Hi Puffy AmiYumi : la grand-mère et Sales Person (1 épisode)
- 2006 : Avatar, le dernier maître de l'air : Ying et Song (3 épisodes)
- 2006 : Ben 10 : Elsgood et autres personnages (3 épisodes)
- 2006-2007 : Code Geass : Nina Einstein (2 épisodes)
- 2008 : Ben 10: Alien Force : Lucy et les filles zombies
- 2009 : Batman : L'Alliance des héros : Katana (1 épisode)
- 2010-2011 : G.I. Joe : Conspiration : Jinx et Kimi Arashikage (3 épisodes)
- 2011 : Blade : Makoto et la femme de Stan Davis (12 épisodes)

### Jeu vidéo
- 1998 : Metal Gear Solid : Mei Ling
- 1998 : Metal Gear Solid: Integral : Mei Ling
- 1999 : Metal Gear Solid : Missions spéciales : Mei Ling
- 2000 : Grandia II : Tio et Solene
- 2001 : Throne of Darkness
- 2001 : Metal Gear Solid 2: Sons of Liberty : Mei Ling
- 2002 : Maximo : Sophia et Aurora Lee
- 2002 : EOE: Eve of Extinction : Zera
- 2002 : Eternal Darkness: Sanity's Requiem : Ellia et Xel'lotath
- 2002 : Metal Gear Solid 2: Substance : Mei Ling
- 2003 : Command and Conquer: Generals
- 2003 : Gladius : Eiji
- 2003 : Tales of Symphonia : Tabatha et Martel
- 2003 : Command and Conquer: Generals - Heure H
- 2003 : Ratchet and Clank 2 : Trailer PA
- 2004 : Metal Gear Solid: The Twin Snakes : Mei Ling
- 2004 : Syphon Filter: The Omega Strain : Lian Xing
- 2004 : Galleon : Mihoko
- 2004 : Xenosaga Episode II: Jenseits von Gut und Böse : Juli Mizrahi
- 2004 : Shellsh : les soldats vietnamiens
- 2004 : Gang de requin : voix additionnelles
- 2004 : EverQuest II : Rachele Clothspinner, Shiba et Jezranaz Rottingskin
- 2005 : NARC : Lucy Chen
- 2005 : Twisted Metal: Head-On : Angel et Jamie Roberts
- 2005 : Jade Empire : voix additionnelles
- 2005 : Predator: Concrete Jungle : voix additionnelles
- 2005 : X-Men Legends II : L'Avènement d'Apocalypse : Lady Deathstrike et Kitty Pryde
- 2005 : Yakuza
- 2006 : Dirge : Shalua Rui
- 2006 : Baten Kaitos : Les Ailes éternelles et l'Océan perdu : Pieda
- 2006 : Le Seigneur des anneaux : La Bataille pour la Terre du Milieu II : Eowyn de Rohan
- 2006 : Syphon Filter: Dark Mirror : Lian Xing
- 2006 : Ninety-Nine Nights
- 2006 : X-Men, le jeu officiel : Shadowcat
- 2006 : Dead Rising : Isabelle Keyes
- 2006 : Avatar, le dernier maître de l'air : voix additionnelles
- 2006 : Marvel: Ultimate Alliance : Crystal et Dark Psylocke
- 2006 : Need for Speed: Carbon : Yumi
- 2006 : Le Seigneur des anneaux : La Bataille pour la Terre du Milieu II - L'Avènement du Roi-Sorcier : Eowyn de Rohan
- 2006 : Xenosaga Episode III: Also sprach Zarathustra : Juli Mizrahi et les Nephilim
- 2007 : Titan Quest: Immortal Throne
- 2007 : Spider-Man 3 : voix additionnelles
- 2007 : Syphon Filter: Logan's Shadow : Lian Xing
- 2007 : Mass Effect : Hana Murakami et Capitaine Maeko Matsuo
- 2007 : Lost Odyssey : Sarah Sisulart
- 2007 : No More Heroes : Holly Summers
- 2008 : Metal Gear Solid 4: Guns of the Patriots : Mei Ling
- 2008 : Tom Clancy's EndWar
- 2008 : Aion: The Tower of Eternity
- 2009 : Halo Wars : Professeur Ellen Anders
- 2009 : Infamous : voix additionnelles
- 2009 : Dragon Age: Origins : une naine
- 2009 : Naruto Shippūden: Ultimate Ninja Heroes 3 : Tsukino
- 2009 : Final Fantasy XIII : les habitants de Cocoon
- 2011 : FEAR 3 : Jin Sun-kwon
- 2011 : Driver: San Francisco : voix additionnelles
- 2011 : Dead Island : Xian Mei
- 2011 : Le Seigneur des anneaux : La Guerre du Nord : Silanna
- 2011 : Saints Row: The Third : plusieurs personnages
- 2011 : Final Fantasy XIII-2 : Alyssa Zaidelle
- 2013 : Saints Row IV : les voix du port virtuel
- 2014 : Diablo III: Reaper of Souls : voix additionnelles
- 2015 : Final Fantasy Type-0 : Celestia